# Khmu narodi
Khmu narodi, skupina naroda iz Laosa, Tajlanda i Vijetnama koji govore najmanje 13 jezika a granaju se na 4 osnovne grane, to su a) Khao s Khao iz Vijetnama i Bit iz Laosa; b) Mal-Khmu' iz Laosa, Vijetnama i Tajlanda koji se granaju na Khmu u užem smislu s narodima Khmu, Khuen i O'du i narodima Mal-Phrai koji obuhvaćaju Mal, Lua', Phai i Pray; c) Mlabri s istoimenim plemenom zvanim i Phi Tong Luang iz Tajlanda; d) Xinh Mul iz Vijetnama i Laosa s Kháng, Phong-Kniang i Puoc. 

## Vanjske poveznice
- Khmuic  Arhivirana inačica izvorne stranice od 16. rujna 2009. (Wayback Machine)